# Eliminatoria a la Eurocopa Sub-19 2002
La Eliminatoria al Campeonato Europeo de la UEFA Sub-19 2002 fue la ronda de clasificación que disputaron 50 selecciones juveniles de Europa para clasificar a la fase final del torneo a celebrarse en Noruega y que otorgaba seis plazas para la Copa Mundial de Fútbol Sub-20 de 2003 a disputarse en los Emiratos Árabes Unidos.

## Primera ronda

### Grupo 1
| País     | J | G | E | P | GF | GC | GD | Pts |
| -------- | - | - | - | - | -- | -- | -- | --- |
| Alemania | 4 | 3 | 1 | 0 | 11 | 4  | +7 | 10  |
| Turquía  | 4 | 1 | 1 | 2 | 7  | 8  | –1 | 4   |
| Suecia   | 4 | 1 | 0 | 3 | 5  | 11 | –6 | 3   |

|  | Suecia   | 3–2 | Turquía  |
|  | Suecia   | 0–4 | Alemania |
|  | Turquía  | 2–1 | Suecia   |
|  | Turquía  | 2–2 | Alemania |
|  | Alemania | 3–1 | Suecia   |
|  | Alemania | 2–1 | Turquía  |

### Grupo 2
Los partidos se jugaron en Estonia.
| País    | J | G | E | P | GF | GC | GD | Pts |
| ------- | - | - | - | - | -- | -- | -- | --- |
| Polonia | 2 | 2 | 0 | 0 | 4  | 0  | +4 | 6   |
| Gales   | 2 | 1 | 0 | 1 | 6  | 2  | +4 | 3   |
| Estonia | 2 | 0 | 0 | 2 | 1  | 9  | –8 | 0   |

|  | Estonia | 1–6 | Gales   |
|  | Gales   | 0–1 | Polonia |
|  | Polonia | 3–0 | Estonia |

### Grupo 3
Los partidos se jugaron en Lituania.
| País     | J | G | E | P | GF | GC | GD | Pts |
| -------- | - | - | - | - | -- | -- | -- | --- |
| Lituania | 2 | 2 | 0 | 0 | 3  | 0  | +3 | 6   |
| Rusia    | 2 | 1 | 0 | 1 | 3  | 2  | +1 | 3   |
| Chipre   | 2 | 0 | 0 | 2 | 1  | 5  | –4 | 0   |

|  | Lituania | 1–0 | Rusia    |
|  | Chipre   | 0–2 | Lituania |
|  | Rusia    | 3–1 | Chipre   |

### Grupo 4
Los partidos se jugaron en Inglaterra.
| País       | J | G | E | P | GF | GC | GD | Pts |
| ---------- | - | - | - | - | -- | -- | -- | --- |
| Inglaterra | 2 | 2 | 0 | 0 | 7  | 2  | +5 | 6   |
| Hungría    | 2 | 0 | 1 | 1 | 2  | 4  | –2 | 1   |
| Georgia    | 2 | 0 | 1 | 1 | 2  | 5  | –3 | 1   |

|  | Inglaterra | 4–1 | Georgia |
|  | Georgia    | 1–1 | Hungría |
|  | Inglaterra | 3–1 | Hungría |

### Grupo 5
Los partidos se jugaron en Finlandia.
| País                | J | G | E | P | GF | GC | GD | Pts |
| ------------------- | - | - | - | - | -- | -- | -- | --- |
| Macedonia del Norte | 2 | 2 | 0 | 0 | 5  | 3  | +2 | 6   |
| Finlandia           | 2 | 1 | 0 | 1 | 4  | 3  | +1 | 3   |
| Azerbaiyán          | 2 | 0 | 0 | 2 | 1  | 4  | –3 | 0   |

|  | Azerbaiyán | 0–2 | Finlandia           |
|  | Macedonia  | 2–1 | Azerbaiyán          |
|  | Finlandia  | 2–3 | Macedonia del Norte |

### Grupo 6
| País    | J | G | E | P | GF | GC | GD  | Pts |
| ------- | - | - | - | - | -- | -- | --- | --- |
| España  | 4 | 4 | 0 | 0 | 17 | 1  | +16 | 12  |
| Suiza   | 4 | 2 | 0 | 2 | 8  | 6  | +2  | 6   |
| Armenia | 4 | 0 | 0 | 4 | 1  | 19 | –18 | 0   |

|  | España  | 2–0 | Suiza   |
|  | Armenia | 0–4 | Suiza   |
|  | Suiza   | 3–1 | Armenia |
|  | Armenia | 0–6 | España  |
|  | España  | 6–0 | Armenia |
|  | Suiza   | 1–3 | España  |

### Grupo 7
Los partidos se jugaron en la República Checa.
| País            | J | G | E | P | GF | GC | GD  | Pts |
| --------------- | - | - | - | - | -- | -- | --- | --- |
| República Checa | 3 | 2 | 1 | 0 | 18 | 3  | +15 | 7   |
| Islandia        | 3 | 2 | 1 | 0 | 10 | 2  | +8  | 7   |
| Ucrania         | 3 | 1 | 0 | 2 | 4  | 4  | 0   | 3   |
| Andorra         | 3 | 0 | 0 | 3 | 0  | 23 | –23 | 0   |

|  | República Checa | 2–2  | Islandia        |
|  | Ucrania         | 3–0  | Andorra         |
|  | Andorra         | 0–7  | Islandia        |
|  | Ucrania         | 1–3  | República Checa |
|  | Islandia        | 1–0  | Ucrania         |
|  | Andorra         | 0–13 | República Checa |

### Grupo 8
Los partidos se jugaron en Luxemburgo.
| País       | J | G | E | P | GF | GC | GD | Pts |
| ---------- | - | - | - | - | -- | -- | -- | --- |
| Bulgaria   | 3 | 2 | 1 | 0 | 7  | 3  | +4 | 7   |
| Dinamarca  | 3 | 1 | 1 | 1 | 3  | 3  | 0  | 4   |
| Malta      | 3 | 1 | 0 | 2 | 2  | 5  | –3 | 3   |
| Luxemburgo | 3 | 0 | 2 | 1 | 2  | 3  | –1 | 2   |

|  | Malta      | 1–4 | Bulgaria   |
|  | Luxemburgo | 1–1 | Dinamarca  |
|  | Dinamarca  | 1–2 | Bulgaria   |
|  | Luxemburgo | 0–1 | Malta      |
|  | Bulgaria   | 1–1 | Luxemburgo |
|  | Dinamarca  | 1–0 | Malta      |

### Grupo 9
Los partidos se jugaron en Liechtenstein.
| País                 | J | G | E | P | GF | GC | GD | Pts |
| -------------------- | - | - | - | - | -- | -- | -- | --- |
| Eslovaquia           | 3 | 2 | 1 | 0 | 5  | 1  | +4 | 7   |
| Bosnia y Herzegovina | 3 | 1 | 1 | 1 | 2  | 2  | 0  | 4   |
| Irlanda del Norte    | 3 | 1 | 1 | 1 | 2  | 2  | 0  | 4   |
| Liechtenstein        | 3 | 0 | 1 | 2 | 1  | 5  | –4 | 1   |

|  | Eslovaquia           | 3–0 | Liechtenstein        |
|  | Irlanda del Norte    | 0–1 | Bosnia y Herzegovina |
|  | Bosnia y Herzegovina | 1–1 | Liechtenstein        |
|  | Irlanda del Norte    | 1–1 | Eslovaquia           |
|  | Bosnia y Herzegovina | 0–1 | Eslovaquia           |
|  | Liechtenstein        | 0–1 | Irlanda del Norte    |

### Grupo 10
Los partidos se jugaron en Italia.
| País        | J | G | E | P | GF | GC | GD | Pts |
| ----------- | - | - | - | - | -- | -- | -- | --- |
| Portugal    | 3 | 2 | 0 | 1 | 5  | 2  | +3 | 6   |
| Italia      | 3 | 2 | 0 | 1 | 6  | 2  | +4 | 6   |
| Bielorrusia | 3 | 1 | 1 | 1 | 3  | 2  | +1 | 4   |
| Moldavia    | 3 | 0 | 1 | 2 | 0  | 6  | –6 | 1   |

|  | Bielorrusia | 0–2 | Italia      |
|  | Moldavia    | 0–2 | Portugal    |
|  | Portugal    | 2–0 | Italia      |
|  | Moldavia    | 0–0 | Bielorrusia |
|  | Portugal    | 1–2 | Bielorrusia |
|  | Italia      | 4–0 | Moldavia    |

### Grupo 11
| País                | J | G | E | P | GF | GC | GD | Pts |
| ------------------- | - | - | - | - | -- | -- | -- | --- |
| Bélgica             | 6 | 3 | 1 | 2 | 10 | 5  | +5 | 10  |
| Rumania             | 6 | 2 | 3 | 1 | 9  | 6  | +3 | 9   |
| Serbia y Montenegro | 6 | 2 | 2 | 2 | 6  | 9  | –3 | 8   |
| Israel              | 6 | 1 | 2 | 3 | 4  | 9  | –5 | 5   |

|  | Rumania             | 1–1 | Bélgica             |
|  | Israel              | 1–1 | Rumania             |
|  | Serbia y Montenegro | 0–4 | Rumania             |
|  | Bélgica             | 3–1 | Israel              |
|  | Rumania             | 1–1 | Serbia y Montenegro |
|  | Bélgica             | 3–1 | Serbia y Montenegro |
|  | Israel              | 1–0 | Bélgica             |
|  | Serbia y Montenegro | 1–0 | Bélgica             |
|  | Rumania             | 2–0 | Israel              |
|  | Serbia y Montenegro | 3–1 | Israel              |
|  | Bélgica             | 3–0 | Rumania             |
|  | Israel              | 0–0 | Serbia y Montenegro |

### Grupo 12
Los partidos se jugaron en Eslovenia.
| País        | J | G | E | P | GF | GC | GD | Pts |
| ----------- | - | - | - | - | -- | -- | -- | --- |
| Grecia      | 3 | 2 | 0 | 1 | 9  | 4  | +5 | 6   |
| Eslovenia   | 3 | 2 | 0 | 1 | 7  | 4  | +3 | 6   |
| Escocia     | 3 | 2 | 0 | 1 | 5  | 4  | +1 | 6   |
| Islas Feroe | 3 | 0 | 0 | 3 | 1  | 10 | –9 | 0   |

|  | Eslovenia   | 3–2 | Grecia      |
|  | Islas Feroe | 1–2 | Escocia     |
|  | Grecia      | 2–1 | Escocia     |
|  | Eslovenia   | 3–0 | Islas Feroe |
|  | Grecia      | 5–0 | Islas Feroe |
|  | Escocia     | 2–1 | Eslovenia   |

### Grupo 13
Los partidos se jugaron en Francia.
| País         | J | G | E | P | GF | GC | GD  | Pts |
| ------------ | - | - | - | - | -- | -- | --- | --- |
| Países Bajos | 3 | 3 | 0 | 0 | 17 | 2  | +15 | 9   |
| Francia      | 3 | 2 | 0 | 1 | 11 | 2  | +9  | 6   |
| Albania      | 3 | 0 | 1 | 2 | 2  | 14 | –12 | 1   |
| San Marino   | 3 | 0 | 1 | 2 | 1  | 13 | –12 | 1   |

|  | Albania      | 1–8 | Países Bajos |
|  | Francia      | 5–0 | San Marino   |
|  | Países Bajos | 7–0 | San Marino   |
|  | Albania      | 0–5 | Francia      |
|  | San Marino   | 1–1 | Albania      |
|  | Países Bajos | 2–1 | Francia      |

### Grupo 14
Los partidos se jugaron en Irlanda.
| País    | J | G | E | P | GF | GC | GD | Pts |
| ------- | - | - | - | - | -- | -- | -- | --- |
| Irlanda | 3 | 3 | 0 | 0 | 8  | 1  | +7 | 9   |
| Croacia | 3 | 2 | 0 | 1 | 6  | 4  | +2 | 6   |
| Austria | 3 | 1 | 0 | 2 | 2  | 3  | –1 | 3   |
| Letonia | 3 | 0 | 0 | 3 | 1  | 9  | –8 | 0   |

|  | Austria | 0–1 | Croacia |
|  | Irlanda | 3–0 | Letonia |
|  | Croacia | 4–1 | Letonia |
|  | Austria | 0–2 | Irlanda |
|  | Letonia | 0–2 | Austria |
|  | Croacia | 1–3 | Irlanda |

## Segunda ronda
| Equipo 1        | Agr.   | Equipo 2   | Ida | Vuelta |
| --------------- | ------ | ---------- | --- | ------ |
| Alemania        | (a)2–2 | Polonia    | 0–0 | 2–2    |
| Lituania        | 2–3    | Inglaterra | 1–1 | 1–2    |
| Macedonia       | 1–7    | España     | 1–3 | 0–4    |
| República Checa | 4–2    | Bulgaria   | 1–1 | 3–1    |
| Eslovaquia      | 2–1    | Portugal   | 1–1 | 1–0    |
| Bélgica         | 6–2    | Grecia     | 4–1 | 2–1    |
| Países Bajos    | 1–2    | Irlanda    | 1–2 | 0–0    |